# خنگ (شوش)
خنک
```
(شوش)
، روستایی از توابع 
بخش فتح‌المبین
 
شهرستان شوش
 در 
استان خوزستان
 
ایران
 است.
```

## جمعیت
این روستا در دهستان سرخه قرار دارد و براساس سرشماری مرکز آمار ایران در سال ۱۳۸۵، جمعیت آن زیر سه خانوار بوده‌است.